# Peter Birkenholz
Peter Birkenholz (* 30. Juli 1876 in Elberfeld (heute Stadtteil von Wuppertal); † Mai 1961 in München) war ein deutscher Architekt.

## Leben und Werk

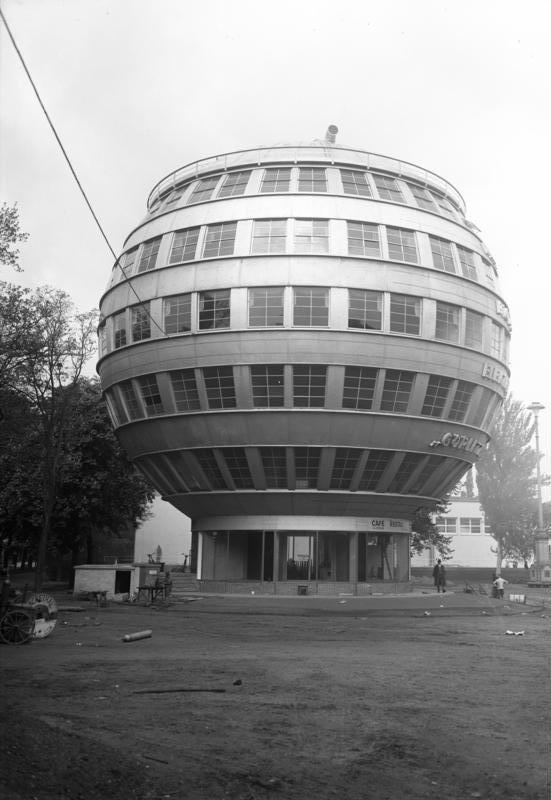
Kugelhaus in Dresden (1930)

Nachdem Birkenholz 1893 eine Bautechnikerlehre abgeschlossen hatte, besuchte er 1896 die Technische Hochschule Darmstadt. Nach 1899 unternahm Birkenholz eine Italienreise bis nach Neapel. Nach seiner Rückkehr 1900 war er im Büro von Heinrich Metzendorf tätig. Später war er in München ansässig und tätig; er baute dort u. a. viele Villen.
Durch die Teilnahme an mehreren Ausstellungen, unter anderem 1900 in Dresden, 1905, 1906 und 1908 in München und 1910 in Brüssel (Weltausstellung) erwarb er sich internationales Renommee. 1910 bis 1920 baute er Wohn-, Geschäfts- und Landhäuser und zeichnete Innenarchitektur-Entwürfe.
1906 unterrichtete Birkenholz das Fach Raumkunst an der Damenakademie des Münchner Künstlerinnenvereins. Im Wintersemester 1915/16 war er Leiter der Bauabteilung der Gewerbeschule Basel. 1925 wurde er Professor an der Münchner Kunstakademie oder an der Technischen Hochschule München. Er entwarf und leitete 1928 den Bau des berühmten fünfgeschossigen Dresdner Kugelhauses als Stahlkonstruktion auf der 7. Jahresschau Deutscher Arbeit 1928 „Die Technische Stadt“ in Dresden. 1937 bis 1942 arbeitete Birkenholz am Projekt der Elbhochbrücke Hamburg, das jedoch nie realisiert wurde.
Am 16. Januar 1919 heiratete er Dora Junge, eine Pianistin (* 18. Oktober 1889 in Sonneberg; † 1966 in München). 1921/22 baute er sein eigenes Wohnhaus in München.
Im Jahr 1968 gelangte der schriftliche Nachlass von Peter Birkenholz über die Architektursammlung der Städtischen Galerie im Lenbachhaus in München in das Germanische Nationalmuseum in Nürnberg und wird dort heute im Deutschen Kunstarchiv verwahrt.

## Kugelhaus
Im Werk von Peter Birkenholz taucht die phantastische Architektur schon früh auf, die Kugelform faszinierte ihn besonders. Seit 1916 sind Entwürfe von Kugelhäusern überliefert, die von zunächst monumentaler Größe bis zum Kugelhaus als Gartenhaus reichen und Birkenholz bis zu seinem Tod beschäftigten. Viele Wettbewerbe bestritt er mit Kugelhausentwürfen, z. B. die Brückenkopfbebauung Köln 1925 oder den Völkerbundpalast in Genf 1927, der die Aufmerksamkeit auf Birkenholz’ Kugelhäuser lenkte. Das Kugelhaus in Dresden, 1928 errichtet und 1938 wieder abgerissen, blieb jedoch das einzige von Birkenholz realisierte Kugelhaus.

## Gedenken
Am 11. Oktober 2003 rollte eine Birkenholzkugel (aus dem Holz der Hänge-Birke) als Hommage an Birkenholz von der Dresdner Altstadt ans Neustädter Elbufer zum Bauplatz des neuen Kugelhauses.